# Ford Cougar
Ford Cougar (engelsk for Puma) var en af Mercury for Ford Motor Company udviklet og i Köln og Dunton, England på basis af den amerikanske Ford Contour udviklet og mellem foråret 1998 og sommeren 2002 fremstillet sportscoupé.

## Modelhistorie
Bilen blev introduceret i foråret 1998 som joint venture mellem Ford og Mazda, og blev bygget på AAI Auto Alliance International-fabrikken i Flat Rock, Michigan, USA.
Den officielle introduktion under navnet Mercury Cougar i USA fandt sted den 7. maj 1998. I Europa blev modellen på grund af Mercurys manglende infrastruktur solgt under Ford-varemærket fra efteråret 1998. Modellen adskilte sig udelukkende fra den originale amerikanske version i små detaljer som f.eks. kølergrillen, lygterne, undervognen og bremserne.
Motorprogrammet omfattede to forskellige benzinmotorer med fireventilteknik, en Zetec firecylindret rækkemotor og en Duratec V6-motor, som med mindre modifikationer også gjorde tjeneste i  Mercury Mystique, Ford Contour, Ford Mondeo og Jaguar X-Type. Cougar fandtes med en fuldsynkroniseret (MTX 75) femtrins manuel gearkasse samt som ekstraudstyr til V6-modellen en elektronisk styret (CD4E) firetrins automatgearkasse.
Efter mere end 230.000 producerede biler forlod det sidste eksemplar samlebåndet den 30. august 2002.

### Cougar ST200
I sommeren 1999 præsenteredes en sportsligere og motorstærkere version af Cougar, ST200, for pressen.
Der blev fremstillet 100 førseriebiler, som blev fremvist på messer, presseterminer og fotoshootings. Samtlige forberedelser for markedsindføringen inklusiv reklamekampagner, info til forsikringsselskaber og reservedelsfabrikanter samt udlevering af brochurer til forhandlerne var fuldført; salget af Cougar ST200 blev dog i sidste øjeblik af markedsanalytiske årsager stoppet og Cougar ST200 blev ikke leveret.
Førseriebilerne blev med undtagelse af to dokumenterede eksemplarer alle tilintetgjort. De biler, som på vejene kører som "Cougar ST200", er alle privat ombyggede biler, hvor motoren fra en Mondeo ST200 er blevet monteret i et Cougar-karrosseri.

### Facelift
I starten af 2001 blev Cougar let optisk modificeret. Teknisk set var der ingen relevante forandringer. Den faceliftede Cougar kan kendes på de nye forlygter, nyt frontparti, nye fælge og et moderniseret interiør.

## Tidslinje
- September 1997: Præsentation af prototypen Mercury MC2 på det. 57. Frankfurt Motor Show.
- Juli 1998: Udlevering af de første biler.
- September 1999: Præsentation af Cougar ST200 på det 59. Frankfurt Motor Show.
- Januar 2001: Facelift.
- August 2002: Indstilling af produktionen.

## Tekniske specifikationer[1]
| Model     | Cylindre | Slagvolume cm³ | Max. effekt kW (hk) / omdr. | Max. drejningsmoment Nm / omdr. | 0-100 km/t sek. | Topfart km/t | Byggeår         |
| --------- | -------- | -------------- | --------------------------- | ------------------------------- | --------------- | ------------ | --------------- |
| 2.0       | 4        | 1988           | 96 (130) / 5600             | 178 / 4000                      | 10,3            | 209          | 1998 − 2002     |
| 2.5       | 6        | 25441          | 125 (170) / 6250            | 220 / 4250                      | 8,6             | 225          | 1998 − 2002     |
| 2.5 ST200 | 6        | 2495           | 147 (200) / 6500            | 230 / 5500                      | ca. 7,8         | 231          | ikke produceret |

1 Fra juni 2000: 2495 cm³

## Øvrigt
Siden 2008 har Ford solgt en lille SUV under det fonetisk næsten enslydende navn Kuga.